# Ingegneria dei requisiti
L'ingegneria dei requisiti è la definizione, documentazione e mantenimento dei requisiti nei processi di progettazione ingegneristica. È un ruolo comune nell'ingegneria dei sistemi e nell'ingegneria del software.
Il primo uso del termine requirements engineering (ingegneria dei requisiti) è stato probabilmente nel 1964 nel documento della conferenza "Maintenance, Maintainability, and System Requirements Engineering", ma non è diventato di uso generale fino alla fine degli anni '90 con la pubblicazione di un tutorial della IEEE Computer Society nel marzo 1997 e l'istituzione di una serie di conferenze sull'ingegneria dei requisiti che si è evoluta nell'International Requirements Engineering Conference.
Nel modello a cascata, l'ingegneria dei requisiti è presentata come la prima fase del processo di sviluppo. I metodi di sviluppo successivi, incluso il Rational Unified Process (RUP) per il software, presuppongono che l'ingegneria dei requisiti continui per tutta la vita del sistema.
La gestione dei requisiti, che è una sottofunzione delle pratiche di ingegneria dei sistemi, è anche indicizzata nei manuali dell'International Council on Systems Engineering (INCOSE).